# Hartville (Wyoming)
Hartville és una població dels Estats Units a l'estat de Wyoming. Segons el cens del 2000 tenia 76 habitants.

## Demografia
Segons el cens del 2000, Hartville tenia 76 habitants, 35 habitatges, i 22 famílies. La densitat de població era de 104,8 habitants/km².
Dels 35 habitatges en un 25,7% hi vivien nens de menys de 18 anys, en un 54,3% hi vivien parelles casades, en un 8,6% dones solteres, i en un 37,1% no eren unitats familiars. En el 37,1% dels habitatges hi vivien persones soles el 14,3% de les quals corresponia a persones de 65 anys o més que vivien soles. El nombre mitjà de persones vivint en cada habitatge era de 2,17 i el nombre mitjà de persones que vivien en cada família era de 2,82.
Per edats la població es repartia de la següent manera: un 23,7% tenia menys de 18 anys, un 1,3% entre 18 i 24, un 22,4% entre 25 i 44, un 18,4% de 45 a 60 i un 34,2% 65 anys o més.
L'edat mediana era de 51 anys. Per cada 100 dones de 18 o més anys hi havia 93,3 homes.
La renda mediana per habitatge era de 25.000 $ i la renda mediana per família de 13.750 $. Els homes tenien una renda mediana de 26.667 $ mentre que les dones 0 $. La renda per capita de la població era de 12.116 $. Entorn del 36,4% de les famílies i el 28,4% de la població estaven per davall del llindar de pobresa.

## Poblacions més properes
El següent diagrama mostra les poblacions més properes.